# Ennearthron reitteri
Ennearthron reitteri es una especie de coleóptero de la familia Ciidae.

## Distribución geográfica
Habita en Alemania.